# Wygoda Kozińska (gromada)
Wygoda Kozińska – dawna gromada, czyli najmniejsza jednostka podziału terytorialnego Polskiej Rzeczypospolitej Ludowej w latach 1954–1972.
Gromady, z gromadzkimi radami narodowymi (GRN) jako organami władzy najniższego stopnia na wsi, funkcjonowały od reformy reorganizującej administrację wiejską przeprowadzonej jesienią 1954 do momentu ich zniesienia z dniem 1 stycznia 1973, tym samym wypierając organizację gminną w latach 1954–1972.
Gromadę Wygoda Kozińska z siedzibą GRN we Wygodzie Kozińskiej utworzono – jako jedną z 8759 gromad na obszarze Polski – w powiecie buskim w woj. kieleckim, na mocy uchwały nr 13a/54 WRN w Kielcach z dnia 29 września 1954. W skład jednostki weszły obszary dotychczasowych gromad Wygoda Kozińska (bez wsi Zwierzyniec), Skorzów, Mikułowice, Słabkowice i Młyny ze zniesionej gminy Szaniec w tymże powiecie. Dla gromady ustalono 21 członków gromadzkiej rady narodowej.
31 grudnia 1959 do gromady Wygoda Kozińska przyłączono wsie Podgaje, Kozina i Skarysławice oraz kolonie Ewcin Kozina, Dobra Kozina, Pustka Dworu i Skarysławice ze zniesionej gromady Kotki w tymże powiecie
Gromada przetrwała do końca 1972 roku, czyli do kolejnej reformy gminnej.